# Castillo de Évora
El Castillo de Évora, en el Alentejo, está situado en la ciudad y el distrito del  mismo nombre, en Portugal.

## Historia

### Antecedentes
Aunque se cree que la ocupación primitiva del actual emplazamiento de Évora se remonta a la prehistoria, su asentamiento alcanzó su expresión en la época de la  invasión romana de la península ibérica, cuando existió un oppidum llamado Ebora Cereal, en latín: Eboras Cerealis.
Fiel al emperador Julio César, alcanzó mayor importancia regional, cuando recibió importantes obras públicas, llegando a ser conocida como Julia de la Libertad (c. 60 a. C.), como lo demuestran los importantes restos arqueológicos, entre los que se encuentran las ruinas de un templo en honor al emperador y los restos de murallas en el Largo da Misericórdia y junto al Passeio de Diana.
Con el advenimiento del cristianismo, la ciudad se convirtió en la sede de un obispado desde el siglo IV. Su importancia se mantuvo en el momento de la dominación de los visigodos, cuando se convirtió en un centro de acuñación. Durante este período, sus defensas se ampliaron, como atestiguan tres de las torres entonces erigidas, entre ellas la llamada «Torre de Sisebuto». Sus características no se alteraron significativamente durante el posterior gobierno musulmán.

### El castillo medieval
En la época de la  reconquista cristiana de la península, Évora fue inicialmente tomada por las fuerzas de  Afonso Henriques (1159). Restaurada en poco tiempo por los musulmanes, su conquista definitiva solo la conseguiría el legendario Geraldo Sempavor, en 1165, con la ayuda de los primeros caballeros de la Orden de Calatrava, fundada en Castilla dos años antes, y que en Portugal recibió el nombre de Frades de Évora por haberse establecido aquí. Los documentos indican que ya en 1181 estos monjes fueron denominados como Orden de Évora, llegando a llamarse, alrededor de medio siglo después Orden de Avis, cuando eligieron esos dominios para su sede.
Durante el reinado de  Sancho I (1185-1211), fue con la ayuda de estos caballeros que la ciudad resistió el asalto de las fuerzas del Imperio almohade comandadas por Abu Yúsuf Yaacub al-Mansur (1191), cuando las fronteras portuguesas fueron empujadas hasta la línea del río Tajo.
Aunque el inicio de importantes obras de expansión de las defensas de Évora se atribuye al reinado de  D. Dinis (1279-1325), es más correcto atribuirlas al de  Alfonso IV (1325-1357), monarca que vivió aquí durante largos períodos y de donde partió para la batalla del Salado (1340). Los documentos de la Cancillería de  Pedro I (1357-1367) son los primeros que mencionan la muralla del pueblo, mencionando obras en la barbacana, fosos y muros. Estas obras se completaron en la época del reinado de  Fernando I (1367-1383), lo que lleva a algunos autores a referirse a la defensa exterior de la villa como una «muralla fernandina». En este reinado se refiere documentalmente a la Porta do Raimundo (1373).

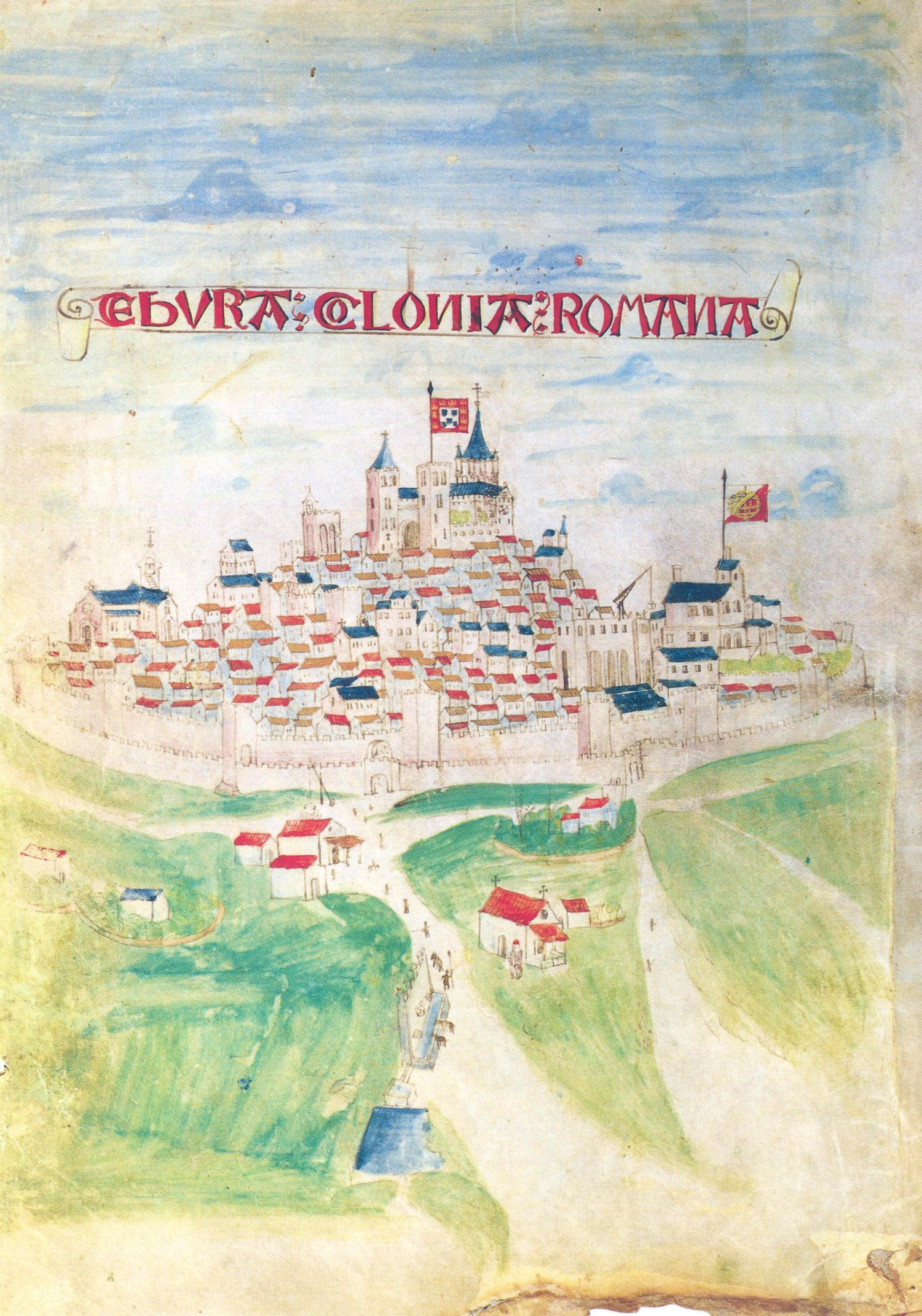
El pueblo de Évora dibulado e iluminado en Foral Novo (1501).

Se dice que bajo la influencia de Leonor Téllez de Meneses,  D. João hijo bastardo de Pedro I, Maestre de la Orden de Avis, fue arrestado en el Castillo de Évora en 1382, supuestamente acusado de una conspiración contra el monarca, urdida con la colaboración de Gonçalo Vasques de Azevedo. D. João solo pudo obtener su libertad apelando a la intercesión del conde de Cambridge, hijo de Eduardo III de Inglaterra y hermano del duque de Lencastre, comandante de las tropas inglesas entonces en Portugal debido a las pretensiones de D. Fernando al trono de Castilla.
Con el estallido de la  crisis de 1383-1385, el cacique del castillo, Álvaro Mendes de Oliveira, se puso del lado de D. Leonor:

...ese día Diogo Lopes Lobo y Fernão Gonçalves d'Arca, y João Fernandes, su hijo, que eran unos de los grandes de allí, se levantaron y fueron a luchar al castillo, subiendo a la cima de la Catedral, y eso a la derecha de la carnicería, que son lugares altos, y desde allí lanzaron muchos virotões a los que estaban en el castillo, que era muy fuerte de torres y de pared y rodeado de cava y muy malo para tomar sin mucho trabajo. Y como los hacían rendir más, tomaron a las mujeres y niños de los que estaban dentro y los pusieron encima de sus carros, todos amarrados, que eran un juego que los hombres en tal caso solían hacer mucho; y así llegaron a la puerta del castillo gritando a los de arriba que salieran y lo abandonaran, de lo contrario las mujeres y niños los quemarían a todos. (Fernão Lopes. Crónica del Rey Juan I)

Una vez obtenida la rendición mediante esta estratagema, el castillo fue objeto de depredaciones, y la población estaba masacrando a todos aquellos que, demostrablemente o no, se consideraban partisanos de la reina. Entre los que perecieron de esta manera, se destacó la abadesa de las monjas de San Bento, arrastrada sin piedad de la Catedral, donde se había refugiado.
La antigua muralla fue ampliada durante el reinado de Afonso V (1438-1481), y los impuestos recaudados para otros fines fueron desviados: así, el 14 de abril de 1445 se determinó gastar 15 000 reales blancos en prendas para el Senado, en la recepción de  Juana, Reina de Castilla; posteriormente, en 1449, el soberano no autorizó que los impuestos recaudados en la fábrica de muros se aplicaran a puentes y caminos.
En el siglo XVI, el primitivo vano, con un perfecto arco de medio punto de sillería, que permitía el acceso al norte de la muralla, fue sustituido por otro, dadas las tímidas dimensiones del primero. Todavía en ese siglo, la Porta da Alagoa fue cedida por D. Sebastião (1568-1578) al mirador de las monjas del «Convento de Santa Helena do Monte Calvário» (1571).

### Desde la Guerra de Restauración hasta la Guerra Peninsular
En el contexto de la Guerra de Restauración portuguesa, las defensas de Évora se modernizaron, recibiendo líneas fortificadas, convirtiéndose en una plaza fuerte. Sin embargo, cayó antes del acoso y asalto de las fuerzas castellanas bajo el mando de  D. Juan de Austria en mayo de 1663, cuando se arruinó la Puerta del Alagoa, para ser reconquistada un mes más tarde, el 24 de junio, por las tropas portuguesas.
En el momento de la Guerra de la Independencia Española, insuficientemente guarnecida y carente de municiones, no logró resistir el ataque de las tropas francesas bajo el mando del General Louis Henri Loison.
Todavía en ese siglo, la quintaesencia que permitía el acceso al Norte fue demolida y sustituida por la actual, por la que pasa el tráfico de Évora a la carretera de Arraiolos (1845); más tarde, la «Puerta de Raimundo» fue demolida y sustituida (1880).

### Nuestros días
Sus defensas están clasificadas como Monumento Nacional por Decreto publicado el 4 de julio de 1922.
En 1945, el pequeño cubículo fue casi totalmente rehecho al suroeste.
A finales de 1993 se inició la apertura de una puerta de mármol abujardado en la pared entre los dos cubos al suroeste, cerca del Postigo dos Penedos, marcando claramente la contemporaneidad de la obra, para la conexión peatonal entre la zona extra-occidental y el centro histórico de la ciudad.
Évora, que algunos han definido como una ciudad-museo, es un testimonio de varios estilos artísticos, dotados de obras de arte a lo largo del tiempo. Así, desde 1986, su conjunto ha sido clasificado como Patrimonio de la Humanidad por la UNESCO.

## Características
La muralla de la ciudad, con características de la baja Edad Media, se mantiene en sus líneas esenciales, con tramos bien conservados y elementos arquitectónicos significativos. Destacan la llamada Porta de Avis (mencionada en 1353), la Porta de Mendo Estevens o Puerta del Molino de Viento, la Porta da Alagoa, defendida por una torre, la Porta de Alconchel, la puerta principal de la ciudad, protegida por dos grandes torres. El tramo de la muralla entre la Puerta de Alagoa y Raimundo permaneció intacto en épocas posteriores, no siendo alterado en las campañas de obras de los  siglos XVII y XVIII. La Puerta del Alagoa, sin embargo, está actualmente muy poco caracterizada por las sucesivas reconstrucciones. La llamada Puerta de Raimundo, demolida en 1880, fue reconstituida como una composición revivalista.